# قائمة قرارات مجلس الأمن التابع للأمم المتحدة من 400 إلى 499
هذه قائمة قرارات مجلس الأمن التابع للأمم المتحدة من رقم 400 إلى 499 والتي تم تبنيها ما بين 14 ديسمبر 1976 و28 يناير 1982.
- قرار مجلس الأمن التابع للأمم المتحدة رقم 400
- قرار مجلس الأمن التابع للأمم المتحدة رقم 401
- قرار مجلس الأمن التابع للأمم المتحدة رقم 402
- قرار مجلس الأمن التابع للأمم المتحدة رقم 403
- قرار مجلس الأمن التابع للأمم المتحدة رقم 404
- قرار مجلس الأمن التابع للأمم المتحدة رقم 405
- قرار مجلس الأمن التابع للأمم المتحدة رقم 406
- قرار مجلس الأمن التابع للأمم المتحدة رقم 407
- قرار مجلس الأمن التابع للأمم المتحدة رقم 408
- قرار مجلس الأمن التابع للأمم المتحدة رقم 409
- قرار مجلس الأمن التابع للأمم المتحدة رقم 410
- قرار مجلس الأمن التابع للأمم المتحدة رقم 411
- قرار مجلس الأمن التابع للأمم المتحدة رقم 412
- قرار مجلس الأمن التابع للأمم المتحدة رقم 413
- قرار مجلس الأمن التابع للأمم المتحدة رقم 414
- قرار مجلس الأمن التابع للأمم المتحدة رقم 415
- قرار مجلس الأمن التابع للأمم المتحدة رقم 416
- قرار مجلس الأمن التابع للأمم المتحدة رقم 417
- قرار مجلس الأمن التابع للأمم المتحدة رقم 418
- قرار مجلس الأمن التابع للأمم المتحدة رقم 419
- قرار مجلس الأمن التابع للأمم المتحدة رقم 420
- قرار مجلس الأمن التابع للأمم المتحدة رقم 421
- قرار مجلس الأمن التابع للأمم المتحدة رقم 422
- قرار مجلس الأمن التابع للأمم المتحدة رقم 423
- قرار مجلس الأمن التابع للأمم المتحدة رقم 424
- قرار مجلس الأمن التابع للأمم المتحدة رقم 425
- قرار مجلس الأمن التابع للأمم المتحدة رقم 426
- قرار مجلس الأمن التابع للأمم المتحدة رقم 427
- قرار مجلس الأمن التابع للأمم المتحدة رقم 428
- قرار مجلس الأمن التابع للأمم المتحدة رقم 429
- قرار مجلس الأمن التابع للأمم المتحدة رقم 430
- قرار مجلس الأمن التابع للأمم المتحدة رقم 431
- قرار مجلس الأمن التابع للأمم المتحدة رقم 432
- قرار مجلس الأمن التابع للأمم المتحدة رقم 433
- قرار مجلس الأمن التابع للأمم المتحدة رقم 434
- قرار مجلس الأمن التابع للأمم المتحدة رقم 435
- قرار مجلس الأمن التابع للأمم المتحدة رقم 436
- قرار مجلس الأمن التابع للأمم المتحدة رقم 437
- قرار مجلس الأمن التابع للأمم المتحدة رقم 438
- قرار مجلس الأمن التابع للأمم المتحدة رقم 439
- قرار مجلس الأمن التابع للأمم المتحدة رقم 440
- قرار مجلس الأمن التابع للأمم المتحدة رقم 441
- قرار مجلس الأمن التابع للأمم المتحدة رقم 442
- قرار مجلس الأمن التابع للأمم المتحدة رقم 443
- قرار مجلس الأمن التابع للأمم المتحدة رقم 444
- قرار مجلس الأمن التابع للأمم المتحدة رقم 445
- قرار مجلس الأمن التابع للأمم المتحدة رقم 446
- قرار مجلس الأمن التابع للأمم المتحدة رقم 447
- قرار مجلس الأمن التابع للأمم المتحدة رقم 448
- قرار مجلس الأمن التابع للأمم المتحدة رقم 449
- قرار مجلس الأمن التابع للأمم المتحدة رقم 450
- قرار مجلس الأمن التابع للأمم المتحدة رقم 451
- قرار مجلس الأمن التابع للأمم المتحدة رقم 452
- قرار مجلس الأمن التابع للأمم المتحدة رقم 453
- قرار مجلس الأمن التابع للأمم المتحدة رقم 454
- قرار مجلس الأمن التابع للأمم المتحدة رقم 455
- قرار مجلس الأمن التابع للأمم المتحدة رقم 456
- قرار مجلس الأمن التابع للأمم المتحدة رقم 457
- قرار مجلس الأمن التابع للأمم المتحدة رقم 458
- قرار مجلس الأمن التابع للأمم المتحدة رقم 459
- قرار مجلس الأمن التابع للأمم المتحدة رقم 460
- قرار مجلس الأمن التابع للأمم المتحدة رقم 461
- قرار مجلس الأمن التابع للأمم المتحدة رقم 462
- قرار مجلس الأمن التابع للأمم المتحدة رقم 463
- قرار مجلس الأمن التابع للأمم المتحدة رقم 464
- قرار مجلس الأمن التابع للأمم المتحدة رقم 465
- قرار مجلس الأمن التابع للأمم المتحدة رقم 466
- قرار مجلس الأمن التابع للأمم المتحدة رقم 467
- قرار مجلس الأمن التابع للأمم المتحدة رقم 468
- قرار مجلس الأمن التابع للأمم المتحدة رقم 469
- قرار مجلس الأمن التابع للأمم المتحدة رقم 470
- قرار مجلس الأمن التابع للأمم المتحدة رقم 471
- قرار مجلس الأمن التابع للأمم المتحدة رقم 472
- قرار مجلس الأمن التابع للأمم المتحدة رقم 473
- قرار مجلس الأمن التابع للأمم المتحدة رقم 474
- قرار مجلس الأمن التابع للأمم المتحدة رقم 475
- قرار مجلس الأمن التابع للأمم المتحدة رقم 476
- قرار مجلس الأمن التابع للأمم المتحدة رقم 477
- قرار مجلس الأمن التابع للأمم المتحدة رقم 478
- قرار مجلس الأمن التابع للأمم المتحدة رقم 479
- قرار مجلس الأمن التابع للأمم المتحدة رقم 480
- قرار مجلس الأمن التابع للأمم المتحدة رقم 481
- قرار مجلس الأمن التابع للأمم المتحدة رقم 482
- قرار مجلس الأمن التابع للأمم المتحدة رقم 483
- قرار مجلس الأمن التابع للأمم المتحدة رقم 484
- قرار مجلس الأمن التابع للأمم المتحدة رقم 485
- قرار مجلس الأمن التابع للأمم المتحدة رقم 486
- قرار مجلس الأمن التابع للأمم المتحدة رقم 487
- قرار مجلس الأمن التابع للأمم المتحدة رقم 488
- قرار مجلس الأمن التابع للأمم المتحدة رقم 489
- قرار مجلس الأمن التابع للأمم المتحدة رقم 490
- قرار مجلس الأمن التابع للأمم المتحدة رقم 491
- قرار مجلس الأمن التابع للأمم المتحدة رقم 492
- قرار مجلس الأمن التابع للأمم المتحدة رقم 493
- قرار مجلس الأمن التابع للأمم المتحدة رقم 494
- قرار مجلس الأمن التابع للأمم المتحدة رقم 495
- قرار مجلس الأمن التابع للأمم المتحدة رقم 496
- قرار مجلس الأمن التابع للأمم المتحدة رقم 497
- قرار مجلس الأمن التابع للأمم المتحدة رقم 498
- قرار مجلس الأمن التابع للأمم المتحدة رقم 499

## وصلات خارجية
- الصفحة الرئيسية لموقع الأمم المتحدة على الشبكة
- موقع الأمم المتحدة باللغة العربية
- الهيكل التنظيمي لمنظومة الأمم المتحدة